# Alcyonidium condylocinereum
Alcyonidium condylocinereum är en mossdjursart som beskrevs av Porter 2004. Alcyonidium condylocinereum ingår i släktet Alcyonidium och familjen Alcyonidiidae. Inga underarter finns listade i Catalogue of Life.